# Normandy (Missouri)
Normandy – miasto w Stanach Zjednoczonych, w stanie Missouri, w hrabstwie St. Louis.